# 约阿希姆·哈卢普乔克
约阿希姆·哈卢普乔克（波蘭語：Joachim Halupczok，1968年6月3日—1994年2月5日），波兰男子自行车运动员。他曾代表波兰参加1988年夏季奥林匹克运动会自行车比赛，获得公路自行车男子团体计时赛银牌。